# Diocesi di Jhansi

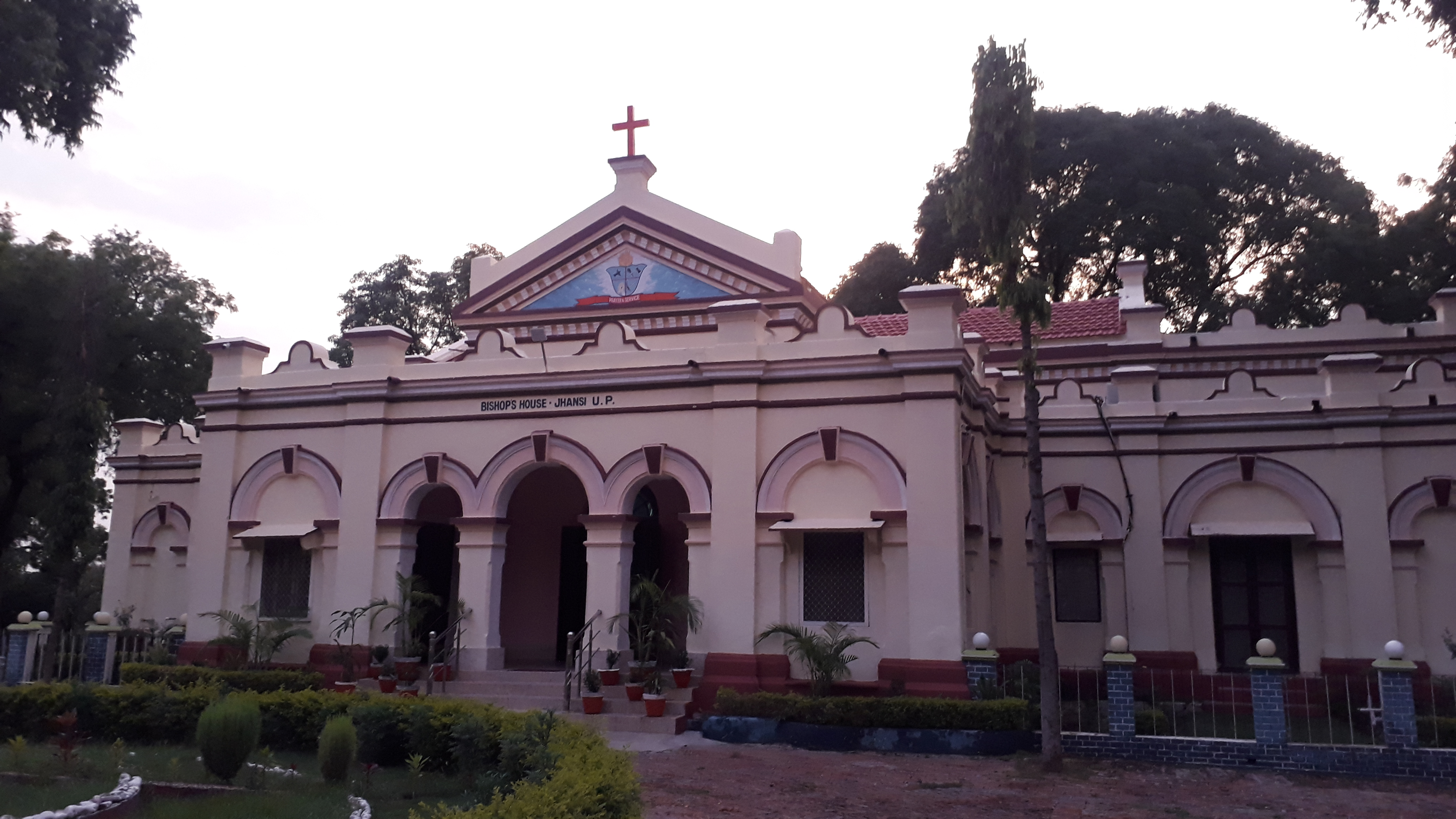
Il palazzo vescovile presso il santuario di San Giuda Taddeo di Jhansi.

La diocesi di Jhansi (in latino Dioecesis Ihansiensis) è una sede della Chiesa cattolica in India suffraganea dell'arcidiocesi di Agra. Nel 2021 contava 4.055 battezzati su 10.028.670 abitanti. È retta dal vescovo Wilfred Gregory Moras.

## Territorio
La diocesi comprende i distretti di Jhansi, Banda, Chitrakoot, Hamirpur, Jalaun, Lalitpur e Mahoba nello stato dell'Uttar Pradesh.
Sede vescovile è la città di Jhansi, dove si trova la cattedrale di Sant'Antonio.
Il territorio è suddiviso in 39 parrocchie.

## Storia
La prefettura apostolica di Jhansi fu eretta il 12 gennaio 1940 con la bolla Ad evangelicam veritatem di papa Pio XII, ricavandone il territorio dalla diocesi di Allahabad.
Il 5 luglio 1954 la prefettura apostolica è stata elevata a diocesi con la bolla In Apostolica Praefectura dello stesso papa Pio XII, contestualmente alcuni territori dell'arcidiocesi di Agra sono entrati a far parte della nuova diocesi.
Il 9 febbraio 1999 ha ceduto una porzione del suo territorio a vantaggio dell'erezione della diocesi di Gwalior.

## Cronotassi dei vescovi
Si omettono i periodi di sede vacante non superiori ai 2 anni o non storicamente accertati.
- Francis Xavier Fenech, O.F.M.Cap. † (21 gennaio 1946 - 8 maggio 1967 ritirato[2])
- Baptist Mudartha † (29 novembre 1967 - 1º marzo 1976 nominato vescovo di Allahabad)
- Frederick D'Souza † (4 marzo 1977 - 31 ottobre 2012 ritirato)
- Peter Parapullil (31 ottobre 2012 - 28 dicembre 2024 ritirato)
- Wilfred Gregory Moras, succeduto il 28 dicembre 2024

## Statistiche
La diocesi nel 2021 su una popolazione di 10.028.670 persone contava 4.055 battezzati, corrispondenti allo 0,0% del totale.
| anno | popolazione | popolazione | popolazione | presbiteri | presbiteri | presbiteri | presbiteri                | diaconi | religiosi | religiosi | parrocchie |
| anno | battezzati  | totale      | %           | numero     | secolari   | regolari   | battezzati per presbitero | diaconi | uomini    | donne     | parrocchie |
| ---- | ----------- | ----------- | ----------- | ---------- | ---------- | ---------- | ------------------------- | ------- | --------- | --------- | ---------- |
| 1950 | 2.200       | 2.551.291   | 0,1         | 30         | 17         | 13         | 73                        |         | 42        | 22        | 5          |
| 1970 | 3.315       | 13.854.235  | 0,0         | 19         | 17         | 2          | 174                       |         | 3         | 81        | 7          |
| 1980 | 3.592       | 15.300.000  | 0,0         | 29         | 25         | 4          | 123                       |         | 26        | 161       | 15         |
| 1990 | 4.710       | 8.377.114   | 0,1         | 44         | 40         | 4          | 107                       |         | 14        | 165       | 24         |
| 1999 | 4.817       | 6.709.184   | 0,1         | 26         | 25         | 1          | 185                       |         | 16        | 152       | 19         |
| 2000 | 4.089       | 6.730.000   | 0,1         | 35         | 34         | 1          | 116                       |         | 10        | 161       | 19         |
| 2001 | 3.724       | 6.815.000   | 0,1         | 40         | 39         | 1          | 93                        |         | 10        | 138       | 20         |
| 2002 | 3.780       | 7.013.000   | 0,1         | 39         | 38         | 1          | 96                        |         | 11        | 139       | 20         |
| 2003 | 3.994       | 7.004.993   | 0,1         | 39         | 38         | 1          | 102                       |         | 12        | 151       | 20         |
| 2004 | 3.720       | 7.254.260   | 0,1         | 42         | 40         | 2          | 88                        |         | 13        | 149       | 20         |
| 2006 | 3.782       | 8.315.000   | 0,0         | 43         | 42         | 1          | 87                        |         | 11        | 203       | 21         |
| 2013 | 4.384       | 8.236.080   | 0,1         | 74         | 53         | 6          | 59                        |         | 16        | 212       | 24         |
| 2016 | 4.535       | 9.389.886   | 0,0         | 70         | 59         | 11         | 64                        |         | 22        | 235       | 28         |
| 2019 | 4.150       | 9.822.030   | 0,0         | 75         | 65         | 10         | 55                        |         | 18        | 292       | 31         |
| 2021 | 4.055       | 10.028.670  | 0,0         | 77         | 66         | 11         | 52                        |         | 19        | 314       | 39         |